# جورج فريدريك بيرد
جورج فريدريك بيرد هو سياسي كندي، ولد في 5 سبتمبر 1851 في كندا، وتوفي في 29 أبريل 1899. حزبياً، نشط في حزب كندا المحافظ. وقد انتخب عضو مجلس العموم الكندي.